# The Best of David Bowie 1980/1987
The Best of David Bowie 1980/1987 — альбом-компиляция Дэвида Боуи, издан в 2007 году.

## Об альбоме
CD был оригинально выпущен EMI как часть The Platinum Collection в 2005 году. Релиз 2007 является частью серии двух-дисковых альбомов Sight & Sound от EMI, на каждом из которых был CD и DVD с материалом артиста. DVD-порция компиляции содержит два прежде не выпущенных на DVD видео — «When the Wind Blows» и «The Drowned Girl».

## Список композиций
Все песни написаны Дэвидом Боуи, за исключением отмеченных.
CD
1. «Let’s Dance» (single version) — 4:07
2. «Ashes to Ashes» (single version) — 3:36
3. «Under Pressure» (Дэвид Боуи, Фредди Меркьюри, Джон Дикон, Брайан Мэй, Роджер Тейлор) (single version) — 4:05
4. «Fashion» (single version) — 3:26
5. «Modern Love» (single version) — 3:58
6. «China Girl» (single version) — 4:17
7. «Scary Monsters (and Super Creeps)» (single version) — 3:32
8. «Up the Hill Backwards» — 3:15
9. «Alabama Song» (Курт Вайль, Бертольт Брехт) — 3:52
10. «The Drowned Girl» (Курт Вайль, Бертольт Брехт) — 2:26
11. «Cat People (Putting Out Fire)» (Дэвид Боуи, Джорджо Мородер) (single version) — 4:12
12. «This Is Not America» (совместно с Pat Metheny Group) (Дэвид Боуи, Пэт Мэтини, Лайл Мэйс) — 3:51
13. «Loving the Alien» — 7:08
14. «Absolute Beginners» — 5:37
15. «When the Wind Blows» (Дэвид Боуи, Эрдал Кизилкей) — 3:34
16. «Blue Jean» — 3:11
17. «Day-In Day-Out» (single version) — 4:11
18. «Time Will Crawl» — 4:18
19. «Underground» (single version) — 4:26

DVD
1. «Ashes to Ashes»
2. «Fashion»
3. «Under Pressure»
4. «The Drowned Girl» (previously unreleased)
5. «Let’s Dance»
6. «China Girl»
7. «Modern Love»
8. «Cat People (Putting Out Fire)»
9. «Blue Jean»
10. «Loving the Alien»
11. «Absolute Beginners»
12. «Underground»
13. «When the Wind Blows» (previously unreleased)
14. «Day-In Day-Out»
15. «Time Will Crawl»